# Jessi
Jessi (kor. 제시, ur. 17 grudnia 1988), właśc. Jessica Ho – amerykańska raperka, piosenkarka i autorka tekstów koreańskiego pochodzenia. Urodziła się w Nowym Jorku, wychowała w New Jersey, a do Korei Południowej przeniosła się w wieku 15 lat.
Od 2019 do 2022 roku należała do agencji P-Nation.

## Dyskografia

### Minialbumy
- Un2verse (2017)
- Nuna (2020)

### Single album
- Get Up (2005)

### Single
| Rok                                            | Tytuł                                                                                   | Najwyższa pozycja   | Najwyższa pozycja   | Sprzedaż            | Album                                         |
| Rok                                            | Tytuł                                                                                   | Gaon                | US World            | Sprzedaż            | Album                                         |
| Jako główny artysta                            | Jako główny artysta                                                                     | Jako główny artysta | Jako główny artysta | Jako główny artysta | Jako główny artysta                           |
| ---------------------------------------------- | --------------------------------------------------------------------------------------- | ------------------- | ------------------- | ------------------- | --------------------------------------------- |
| 2005                                           | „Get Up”                                                                                | –                   | –                   | b.d.                | Get Up                                        |
| 2009                                           | „Life Is Good” (kor. 인생은 즐거워)                                                     | –                   | –                   | b.d.                | The Rebirth                                   |
| 2015                                           | „Unpretty Dreams”                                                                       | 11                  | –                   | - KOR: 250 119      | Compilation Album Unpretty Rapstar Semi Final |
| 2015                                           | „I Want to Be Me” (kor. 나이고 싶어)                                                    | 31                  | –                   | - KOR: 60 061       | –                                             |
| 2015                                           | „Ssenunni” (kor. 쎈언니)                                                                | 29                  | –                   | - KOR: 110 808      | –                                             |
| 2015                                           | „Raise Your Heels” (kor. 뒷꿈치 들어) (feat. Dok2)                                      | 94                  | –                   | - KOR: 24 074       | –                                             |
| 2016                                           | „Excessive Love” (kor. 살찐 사랑)                                                       | 65                  | –                   | - KOR: 33 087       | –                                             |
| 2017                                           | „Don't Make Me Cry” (kor. 울리지마)                                                     | 85                  | –                   | - KOR: 18 434       | –                                             |
| 2017                                           | „Gucci”                                                                                 | 99                  | 9                   | - KOR: 22 251       | Un2verse                                      |
| 2018                                           | „Down”                                                                                  | –                   | –                   | b.d.                | –                                             |
| 2019                                           | „Who Dat B”                                                                             | –                   | 8                   | b.d.                | Nuna                                          |
| 2019                                           | „Drip” (feat. Jay Park)                                                                 | –                   | 16                  | b.d.                | Nuna                                          |
| 2020                                           | „Nunu Nana” (kor. 눈누난나)                                                             | 2                   | 17                  | b.d.                | Nuna                                          |
| 2020                                           | „Numb”                                                                                  | –                   | –                   | b.d.                | Nuna                                          |
| 2021                                           | „What Type of X” (kor. 어떤X)                                                           | 38                  | 5                   | b.d.                | –                                             |
| 2021                                           | „Cold Blooded”                                                                          | 30                  | 12                  | b.d.                | –                                             |
| 2022                                           | „Zoom”                                                                                  | –                   | –                   | b.d.                | –                                             |
| Featuring                                      |                                                                                         |                     |                     |                     |                                               |
| 2014                                           | „How Much Is Your Love” (kor. 얼마짜리 사랑) (Wheesung & Bumkey feat. Jessi of Lucky J) | 15                  | –                   | - KOR: 85 622       | b.d.                                          |
| 2014                                           | „No No No” (kor. 얼마짜리 사랑) (Pharoh feat. Jessi)                                    | –                   | –                   | –                   | b.d.                                          |
| 2015                                           | „Bonnie & Clyde” (Vasco feat. C-Luv & Jessi)                                            | –                   | –                   | –                   | Code Name : 211                               |
| 2015                                           | „Who's Your Mama?” (kor. 어머님이 누구니) (Park Jin-young feat. Jessi)                  | 1                   | 12                  | - KOR: 1 160 311    | –                                             |
| 2015                                           | „I Deserve It” (San E feat. Jessi, Illinnit & i11evn)                                   | –                   | –                   | - KOR: 19 629       | The Boy Who Cried Wolf                        |
| 2015                                           | „Just Like You” (Primary feat. Yankie & Jessi)                                          | 73                  | –                   | - KOR: 35 209       | 2                                             |
| 2015                                           | „Something I Can Do” (kor. 내가 할 수 있는 건) (Black Nut feat. Jessi)                  | 12                  | –                   | - KOR: 339 052      | Show Me the Money 4 Episode 5                 |
| 2015                                           | „Me, Myself & I” (Heize feat. Wheesung & Jessi)                                         | 19                  | –                   | - KOR: 134 960      | Unpretty Rapstar 2                            |
| 2015                                           | „We” (Turbo feat. K.Will, Jessi)                                                        | 54                  | –                   | - KOR: 37 946       | Again                                         |
| 2016                                           | „Never Enough” (Double K feat. Jessi)                                                   | –                   | –                   | b.d.                | –                                             |
| 2016                                           | „Hangover” (kor. 술김에) (Baechigi feat. Jessi)                                         | 66                  | –                   | - KOR: 37 946       | Regression                                    |
| 2016                                           | „Crazy Guy” (kor. 미친놈) (#Gun feat. Jessi)                                            | 5                   | –                   | - KOR: 436 901      | Show Me the Money 5 Episode 9                 |
| 2016                                           | „Talkin Bout” (Microdot feat. Jessi)                                                    | –                   | –                   | b.d.                | +64                                           |
| 2016                                           | „BeBopaLula” (Tae Jin-ah feat. Jessi)                                                   | –                   | –                   | b.d.                | –                                             |
| 2016                                           | „We Are Young” (kor. 위하여) (G2 feat. Jessi)                                           | –                   | –                   | b.d.                | –                                             |
| Współpraca                                     |                                                                                         |                     |                     |                     |                                               |
| 2007                                           | „I'll Be There” (z The Nuts)                                                            | –                   | –                   | b.d.                | Platonic Syndrome: White Romance Vol.1        |
| 2015                                           | „My Type” (z Cheetah feat. Kangnam)                                                     | 2                   | –                   | - KOR: 778 193      | Unpretty Rapstar Compilation                  |
| 2016                                           | „Kwaejina Ching Ching Nane” (kor. 쾌지나 칭칭나네) (z Kim Young-im & Crispi Crunch)     | –                   | –                   | b.d.                | –                                             |
| 2016                                           | „K.B.B” (kor. 가위바위보) (z KMicrodot, Dumbfoundead & Lyricks)                         | –                   | –                   | b.d.                | –                                             |
| „–” oznacza, że wydawnictwo nie było notowane. |                                                                                         |                     |                     |                     |                                               |

OST
- „Engraved” (kor. 각인) (Hwaryeohan yuhok OST, 2015)
- „Why Do You” (kor. 너는 왜; wraz z Hanhae z Phantom) (Two Yoo Project Sugar Man OST, 2016)
- „My Romeo” (Cinderella-wa ne myeong-ui gisa OST, 2016)
- „A match (Kill Bill)” (kor. 성냥 한 개비 (킬빌), feat. Double K) (Target: Billboard – Kill Bill OST, 2016)

## Filmografia

### Programy rozrywkowe
| Rok  | Tytuł                  | Stacja telewizyjna    | Uwagi                                         |
| ---- | ---------------------- | --------------------- | --------------------------------------------- |
| 2015 | Unpretty Rapstar       | Mnet                  | uczestniczka (2. miejsce)                     |
| 2015 | Real Men 3             | MBC                   | członek osady                                 |
| 2015 | King of Mask Singer    | MBC                   | uczestniczka (odc. 35, jako „Miss Korea”)     |
| 2016 | Sister's Slam Dunk     | KBS2                  | członek osady                                 |
| 2016 | Duet Song Festival     | MBC                   | uczestniczka z Kim Seok-goo (odc. 1-2)        |
| 2017 | High School Rapper     | Mnet                  | jury                                          |
| 2018 | King of Mask Singer    | MBC                   | uczestniczka (odc. 162, jako „Laundry Fairy”) |
| 2020 | Showterview with Jessi | SBS's Mobidic YouTube | prowadząca                                    |